# Walcheren
Walcheren er et område og en tidligere ø i Zeeland i det sydlige Nederland. Oprindeligt var Walcheren en ø, indtil den i 1871 blev forbundet med Zuid-Beveland og Noord-Brabant med dæmningen Sloedam ved skabelsen af en jerbaneforbindelse og på grund af yderligere inddæmming efter Anden Verdenskrig
I området ligger byerne Middelburg og Vlissingen.